# Fenster des Himmels / Irrstern

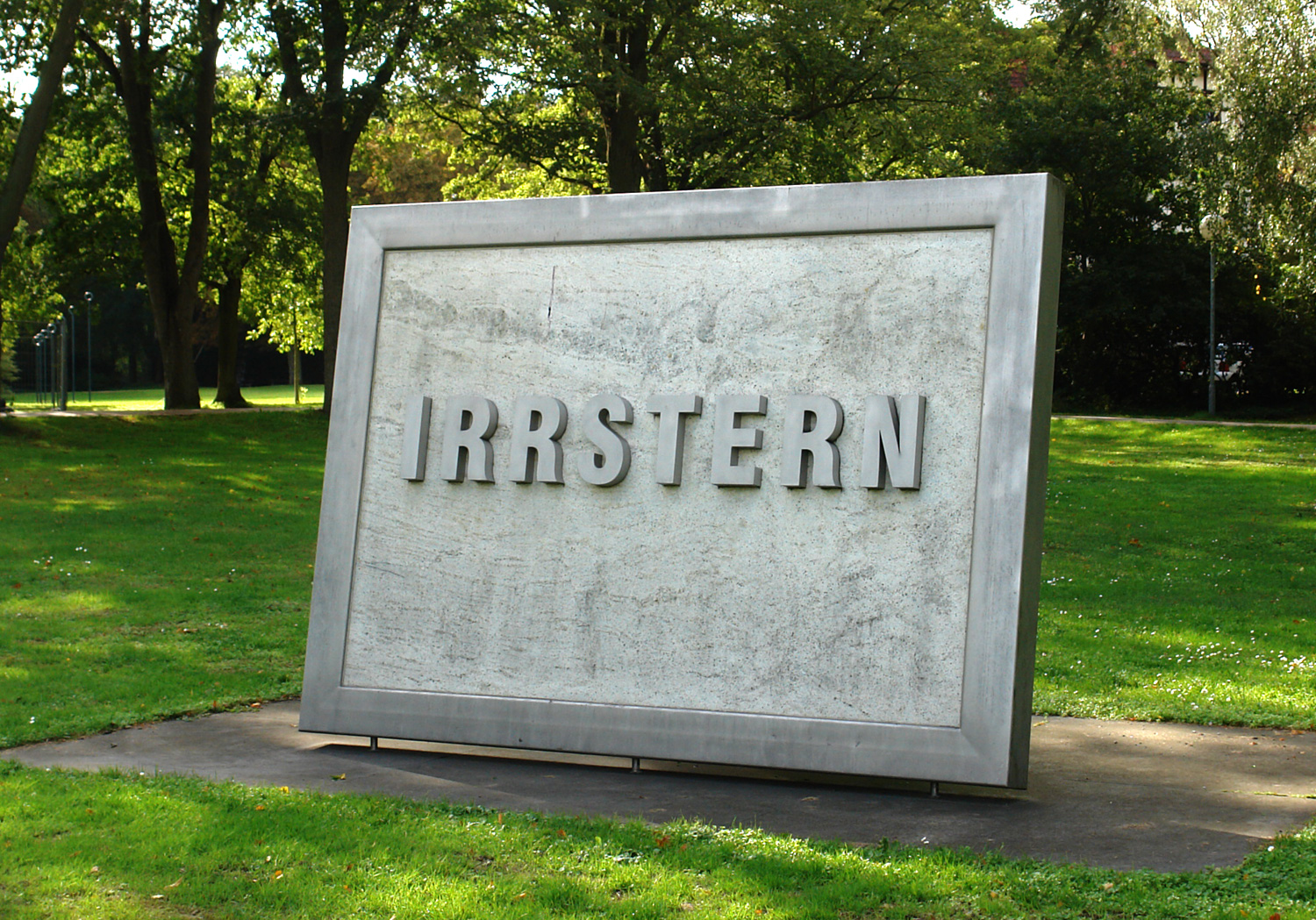
Die Mahntafel IRRSTERN im Park des Klinikums Bremen-Ost, 2010

Fenster des Himmels / Irrstern (Eigenschreibweise: IRRSTERN) ist ein zweiteiliges Mahnmal im Haupthaus und Park des Klinikums Bremen-Ost in Bremen-Osterholz, das an die Opfer der NS-Psychiatrie 1934–1945 in Bremen erinnert. Es wurde im Jahr 2000 von der Künstlerin Marikke Heinz-Hoek auf dem Gelände des damals so benannten Zentralkrankenhauses Bremen-Ost, dessen Vorgänger als Bremer Nervenheilanstalt fungierte, geschaffen. Das Mahnmal besteht aus der Videoinstallation Fenster des Himmels im Foyer des Haupthauses und der Mahntafel IRRSTERN, einem überdimensionalen Stellbild im parkartigen Freigelände der Klinik.
Das Mahnmal soll daran erinnern, dass in der Zeit des Nationalsozialismus auch in Bremen psychisch kranke und geistig behinderte Menschen unter Beteiligung von Gesundheitsverwaltung, Ärzten und Pflegepersonal dem Nationalsozialismus zum Opfer fielen, was in der Hansestadt jahrzehntelang verschwiegen wurde.

## Geschichtlicher Hintergrund
In der NS-Zeit wurden zwischen 1938 und 1944 fast 1.000 männliche und weibliche Patienten der Bremer Nervenklinik, der Vorgängerin des heutigen Klinikums Bremen-Ost, im Rahmen der sogenannten „Euthanasie“ in andere Anstalten verlegt. Die damalige Bremische Heil- und Pflegeanstalt diente seinerzeit ausschließlich zur Behandlung und Unterbringung von „Geistes-“ und „Nervenkranken“. Über 700 Menschen fielen der „menschenverachtenden Psychiatrie und Gesundheitspolitik im Nationalsozialismus“ zum Opfer. Die meisten von ihnen wurden in Tötungsanstalten wie Hadamar und Meseritz-Obrawalde durch Gas, Medikamente oder Nahrungsentzug von Ärzten und Pflegepersonal umgebracht, einige auch in der Bremer Nervenklinik.
Außerdem wurden in der NS-Zeit insgesamt 2.665 Männer und Frauen aus Bremen in der Bremer Nervenklinik zwangssterilisiert. Die „Folgen dieser Eingriffe und der damit einhergehenden sozialen Diskriminierung“ greifen nach Angaben des heutigen Klinikträgers, dem Bremer Klinikverbund Gesundheit Nord, bis in die Gegenwart.
Neben der damaligen Bremer Nervenklinik waren auch das Zentralkrankenhaus St.-Jürgen-Straße (heute Klinikum Bremen-Mitte), das Bremer Gesundheitsamt und die Gesundheitsbehörde „an der planmäßig durchgeführten Zwangsbehandlung und Vernichtung psychiatrischer Patientinnen und Patienten beteiligt“, wie u. a. aus einer 1997 veröffentlichten Untersuchung der Volkskundlerin Gerda Engelbracht hervorgeht.

## Das zweiteilige Mahnmal

### Entstehung
Das zum Klinikprojekt KulturAmbulanz gehörende Krankenhaus-Museum am vormaligen Zentralkrankenhaus Bremen-Ost dokumentiert seit 1995 in einer Dauerausstellung die Entwicklung der Psychiatrie in der NS-Zeit und führt ergänzende Veranstaltungen wie Lesungen und Vorträge durch. In der Folge bildete sich ein Kreis von Angehörigen ehemaliger Patienten sowie Mitarbeitern aus dem Gesundheitsbereich und interessierten Bremer Bürgern, der es sich zur Aufgabe machte, „die Erinnerung an die Verbrechen der Medizin im Dritten Reich wach zu halten und durch ein Mahnmal zu festigen“.

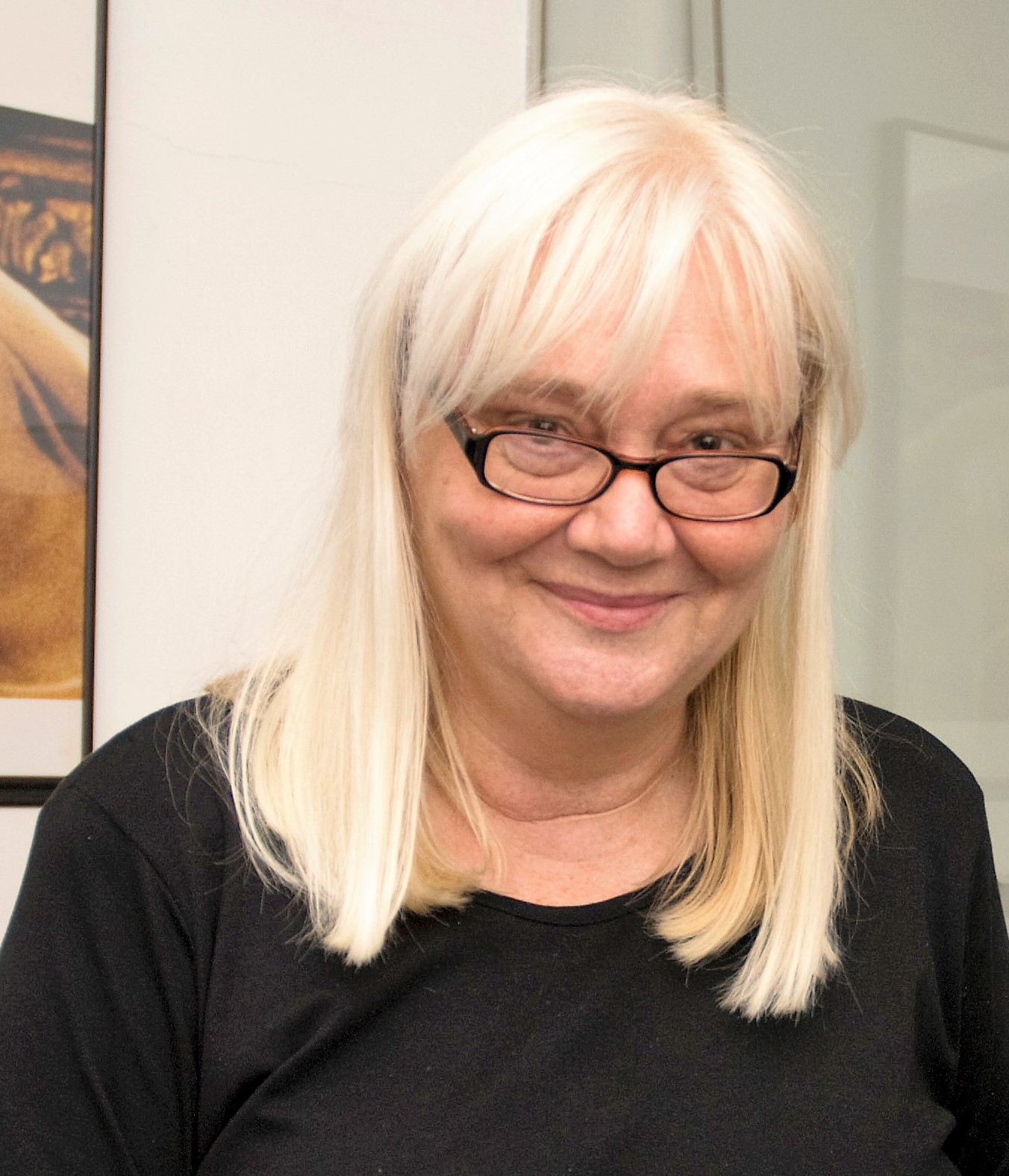
Marikke Heinz-Hoek, 2008

Die Initiative des Gedenkkreises zur Schaffung eines Mahnmals fand Unterstützung bei der Klinik, beim Bremer Senatsressort für Gesundheit und Kultur und beim Gesundheitsamt. Die Klinik und der Gesundheitssenator schrieben gemeinsam einen Wettbewerb mit internationaler Beteiligung aus, der 1999 durchgeführt und zu dem folgende Künstler eingeladen wurden: Marikke Heinz-Hoek (Bremen), Rebecca Horn (Berlin), Via Lewandowsky (Berlin), Raoul Marek (Paris), Katharina Sieverding (Düsseldorf), Stih & Schnock (Renata Stih und Frieder Schnock; Berlin), Yuji Takeoka (Düsseldorf/Bremen) und Timm Ulrichs (Münster). Die mit Kunstexperten aus Deutschland und der Schweiz besetzte Jury unter Vorsitz von Katarina Vatsella entschied sich für den Vorschlag von Marikke Heinz-Hoek, der mit finanzieller Förderung durch die Bremer Stiftung Wohnliche Stadt realisiert wurde.
Heinz-Hoek hatte in ihrem aus zwei Teilen bestehenden Entwurf vorgeschlagen, die Tafel mit dem Wort „Irrstern“ im Freien aufzustellen und die Videoinstallation im Innern der Klinik oder des Krankenhaus-Museums zu zeigen. Mit der Zweiteilung wollte sie auf „das Innen und Außen in der Psychiatrie wie im öffentlichen Bewusstsein […] verweisen“ und schuf dazu „zwei autonome, aber inhaltlich in Verbindung stehende Arbeiten“. Als Standort für das Stellbild wurde eine Rasenfläche nahe dem Krankenhaus-Museum im Park der Klinik ausgewählt, während die Videoinstallation letztlich in der Eingangshalle des Klinik-Hauptgebäudes ihren Platz fand.
Das Mahnmal wurde am 30. Mai 2000 offiziell eingeweiht. Der Gedenkkreis hatte sich schon früher für den 30. Mai als jährlich wiederkehrenden Gedenktag entschieden und damit Bezug auf den 30. Mai 1940 genommen. An diesem Tag waren 36 Patienten der Bremer Nervenklinik in die damalige Heil- und Pflegeanstalt Wehnen bei Oldenburg (Oldb) verlegt worden, wo sie großenteils die NS-Zeit nicht überlebten.

### VideoinstallationFenster des Himmels
Der Titel ihrer Videoinstallation, Fenster des Himmels, wurde von Marikke Heinz-Hoek von Hölderlin entlehnt. Die „Fenster“ sind zwei hochkant und nebeneinander angebrachte Flachbildschirme. Die Videoinstallation befindet sich an einer Wand im hinteren Bereich des Foyers im Hauptgebäude der Klinik. (Lage) Sie besteht aus zwei Plasmabildschirmen, auf denen Videostills als Endlosschleife gezeigt werden.
Das Video-Diptychon zeigt in abwechselnder, sich insgesamt wiederholender „Endlos“-Reihenfolge Hände sowie Porträts von Opfern der Euthanasie:
- Auf dem rechten Monitor sind im Abstand von einigen Sekunden Gesichter zu sehen, in ineinanderüberblendendem Wechsel sowie „himmelblau“ getönt. Insgesamt werden 20 Gesichter gezeigt, bei denen es sich um Porträts von Opfern aus dem Archiv des Krankenhaus-Museums handelt. Der Beginn und die Mitte des endlos laufenden Videos werden von der Zeichnung einer Rose markiert. Die Opfer-Porträts sind „mögliche Bilder“ zu dem überdimensionalen, „leeren Fotorahmen“ im Freigelände.[1][7][9]
- Das linke „Fenster“ zeigt im Negativ-Verfahren aufgenommene, ineinander verschränkte Hände, die wie „in den Schoß gelegt“ wirken. Die Hände wechseln alle vier Minuten einmal ihre Position, „indem sich die bis dahin innere Hand vor die äußere legt. Es sind tatenlose Hände, die niemals eingreifen“, so der Bremer Weser-Kurier in einer Rezension.[1][7][9]

### MahntafelIRRSTERN

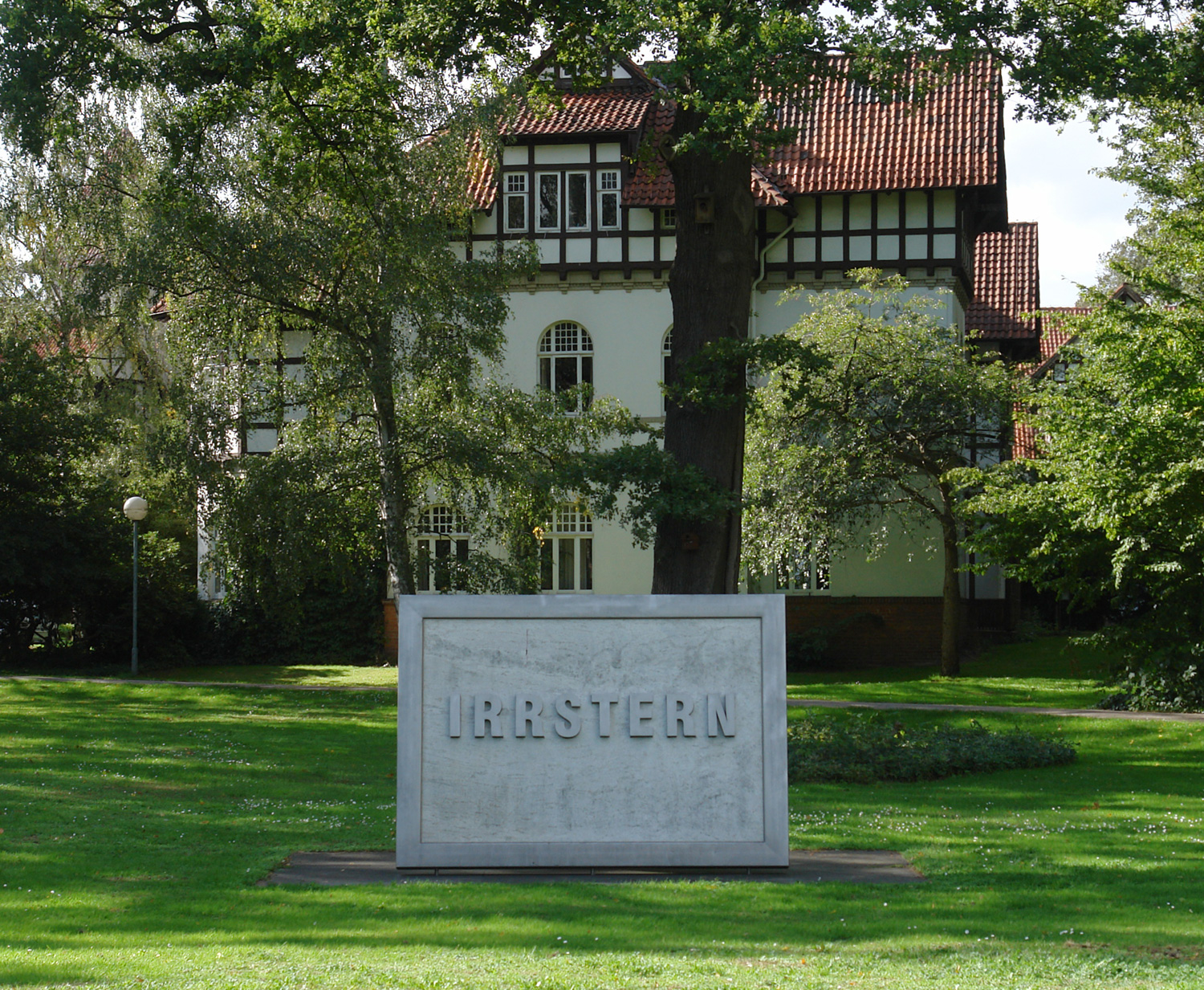
Mahntafel IRRSTERN im Freigelände des Klinikums

Die Mahntafel IRRSTERN befindet sich im Parkgelände des Klinikums, „im Schnittpunkt zwischen alter und neuer Krankenhausanlage“ auf einer Rasenfläche in der Nähe des Krankenhaus-Museums und der ebenfalls zum Klinikprojekt KulturAmbulanz gehörenden Galerie im Park. (Lage) Die Skulptur in Form eines überdimensionalen Stellbildes besteht aus einer hellen Granitplatte mit einem umlaufenden Rahmen aus mattiertem Edelstahl. Die Mahntafel hat eine Breite von 3 Meter und eine Höhe von etwa 2 Meter.
Es ist eine Art Fotorahmen, so der Weser-Kurier, den „jeder in der Wohnung stehen hat“ und der als „Erinnerungsutensil“ dient. Der „Fotorahmen“ von Marikke Heinz-Hoek ist jedoch „leer“ – auf der Granitplatte steht lediglich das in Großbuchstaben geschriebene Wort „Irrstern“, ausgeführt als Relief in Edelstahl-Buchstaben.
Mit der Bezeichnung „Irrstern“ zitiert Heinz-Hoek ebenfalls Hölderlin; das „Wortbild“ wurde von ihr einem Gedicht des Lyrikers entnommen. Dieses eine, „weithin über das Psychiatrie-Gelände sichtbare Wort gibt dem Mahnmal seinen so gekonnt irritierenden und kühnen Charakter“, urteilte der Weser-Kurier.

### Hölderlin-Zitate
Sowohl den Titel der Videoinstallation, Fenster des Himmels, als auch das Wort Irrstern auf der Mahntafel hat die Künstlerin Marikke Heinz-Hoek von dem deutschen Lyriker Friedrich Hölderlin (1770–1843) entlehnt. Dieser litt an Hypochondrie und galt ab etwa seinem 36. Lebensjahr seinen Zeitgenossen als wahnsinnig. Er wurde 1806/1807 mehr als sieben Monate lang im Tübinger Universitätsklinikum zwangsbehandelt und schließlich als „unheilbar“ entlassen. Fortan stand er für den Rest seines Lebens unter Vormundschaft und wurde von einer Familie in Tübingen aufgenommen, bei der er 36 Jahre lang bis zu seinem Tod in einem Turmzimmer lebte.
Das Zitat „Fenster des Himmels“ findet sich in den hymnischen Entwürfen von Hölderlin; die zweite und dritte Fassung seines Gedichts Das Nächste Beste beginnt mit den Versen:

„offen die Fenster des Himmels
Und freigelassen der Nachtgeist
Der himmelstürmende, […]“

Das Wortbild „Irrstern“ benutzt Hölderlin u. a. in einer Ode in seinem lyrischen Briefroman Hyperion:

„Wir haben unsre Lust daran, uns in die Nacht des Unbekannten, in die kalte Fremde irgend einer andern Welt zu stürzen, und, wär es möglich, wir verließen der Sonne Gebiet und stürmten über des Irrsterns Grenzen hinaus.“